# 台北南港展覽館2館
25°03′24″N 121°37′05″E / 25.056602°N 121.618116°E
台北南港展覽館2館（英語：Taipei Nangang Exhibition Center, Hall 2，簡稱TNEC 2、TaiNEX 2），是位於臺灣臺北市南港區的一座多用途展覽設施，位於經貿二路2號，是台北南港展覽館1館擴建的展覽館，目前由中華民國對外貿易發展協會承租營運。
中華民國經濟部以「國家會展中心」為南港展覽館擴建計畫名稱，以南港國小舊址為基地，基地面積3.36公頃。建築工程主辦方為經濟部國際貿易局委託台灣電力公司代辦，亞新工程顧問公司專案管理，潘冀聯合建築師事務所設計及監造，施工單位包括榮工工程、大陸工程、安倉營造、靖宜工程。場館主體工程2018年8月竣工，內部裝修工程2019年3月完成。2019年3月4日完工啟用，加上台北南港展覽館1館，成為台灣首座可容納五千個標準展示攤位的國家級大型專業展覽館群。

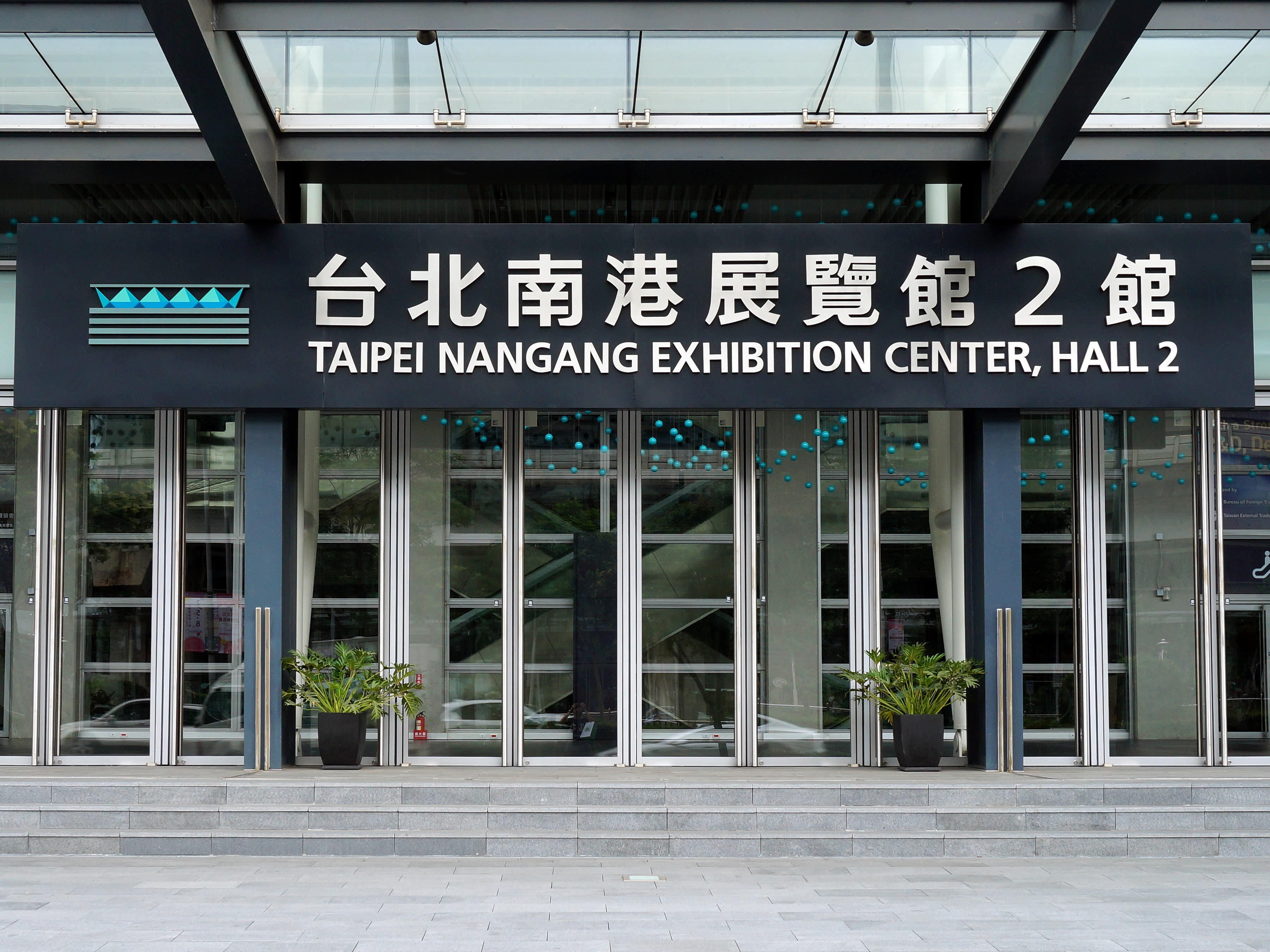
台北南港展覽館2館大門標誌牌

台北南港展覽館2館屋頂為水波造型意象，與台北南港展覽館1館的帆船桅杆意象相互呼應，傳承南港地區舊時是基隆河河岸貿易港口的歷史角色。

## 展館硬體設施及功能
台北南港展覽館2館為三層式展覽館，總面積約3萬3,600平方公尺，總樓板面積約為160,400.41平方公尺，規劃為地上9層、地下3層。一、四樓展場面積共為3萬360平方公尺，共可提供約1,780個3×3公尺標準攤位。七樓多功能會議中心室內面積達3,880平方公尺，全區為無柱式空間，並設有全臺灣獨一無二之星光長廊與空中花園。全館為黃金級綠建築，大跨度挑出屋頂設置，達到有效節能減碳，並降低維護成本。展館東側規劃為辦公、餐飲及商店等多元化服務空間，西側則主要為貨物運輸與機電設施空間。建造成本達新台幣72億7千萬元。

## 設施及服務特色

### 展覽場
南港展覽館2館共有一樓、四樓兩層展場，以及七樓多功能會議中心，同時配有星光長廊與空中花園可供使用。場館東側設有10部客梯與28部電扶梯，西側則有大貨梯2部，載重可達6公噸。場館地下三層共有1,296個小客車停車位，地下一樓另有32個大型巴士停車位，配有智慧停車尋車系統。地下一樓與三樓之餐飲空間同時設置各式餐廳與便利商店，另外地下一樓設有連通道通往捷運南港展覽館站。全館設有無線高速上網服務。

### 一樓展場
一樓展場分為P與Q兩區，面積達15,120平方公尺，可劃設848個標準攤位。天花板挑高12公尺，為目前臺灣會展場館之最。柱位跨距18公尺×18公尺，載重量每平方公尺5公噸。

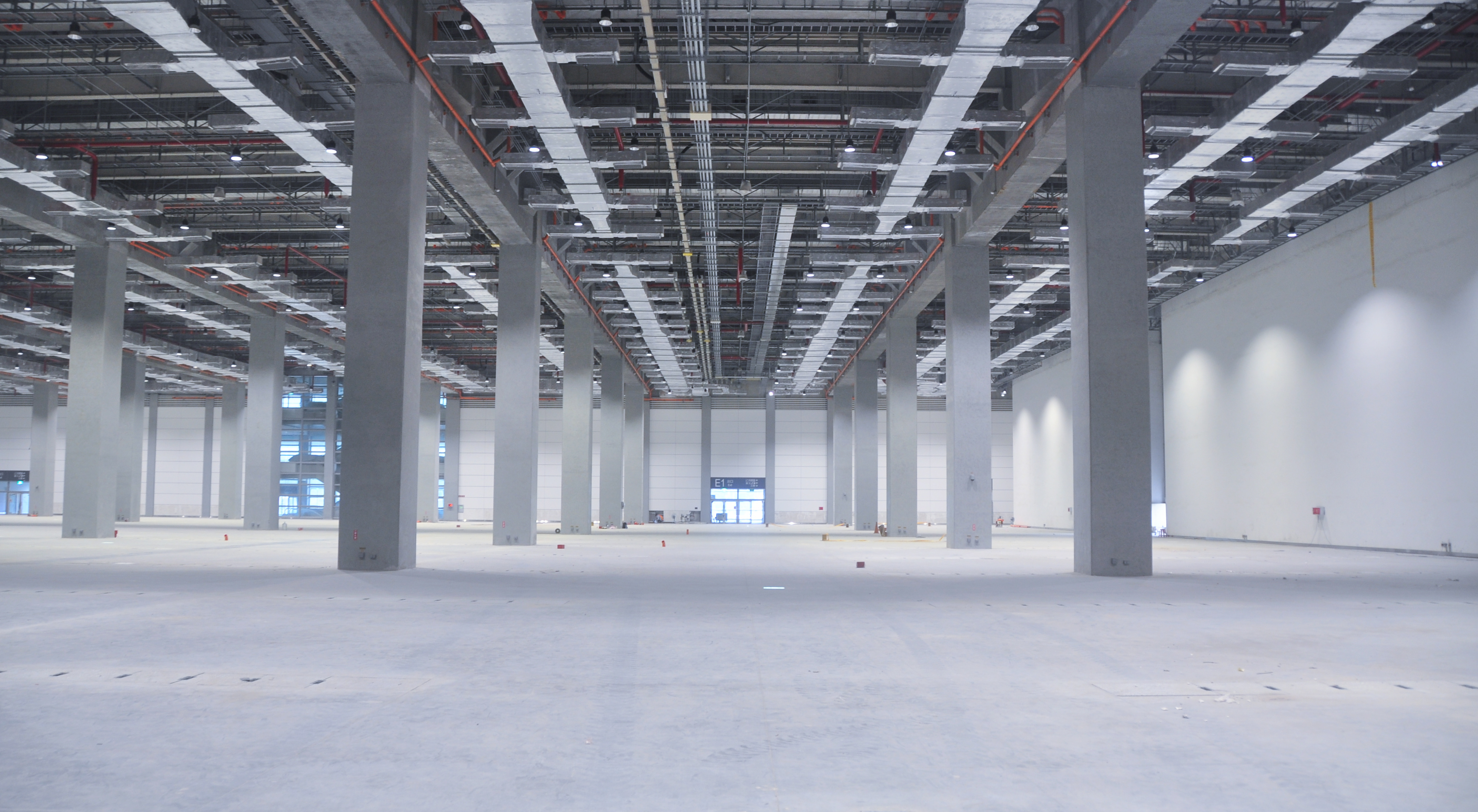
TNEC 2-一樓展場

### 四樓展場
四樓展場分為R與S兩區，面積同樣為15,120平方公尺，天花板淨高9公尺，提供872個標準攤位，並配有必要會議空間。柱位跨距18公尺x18公尺，載重量每平方公尺2公噸。

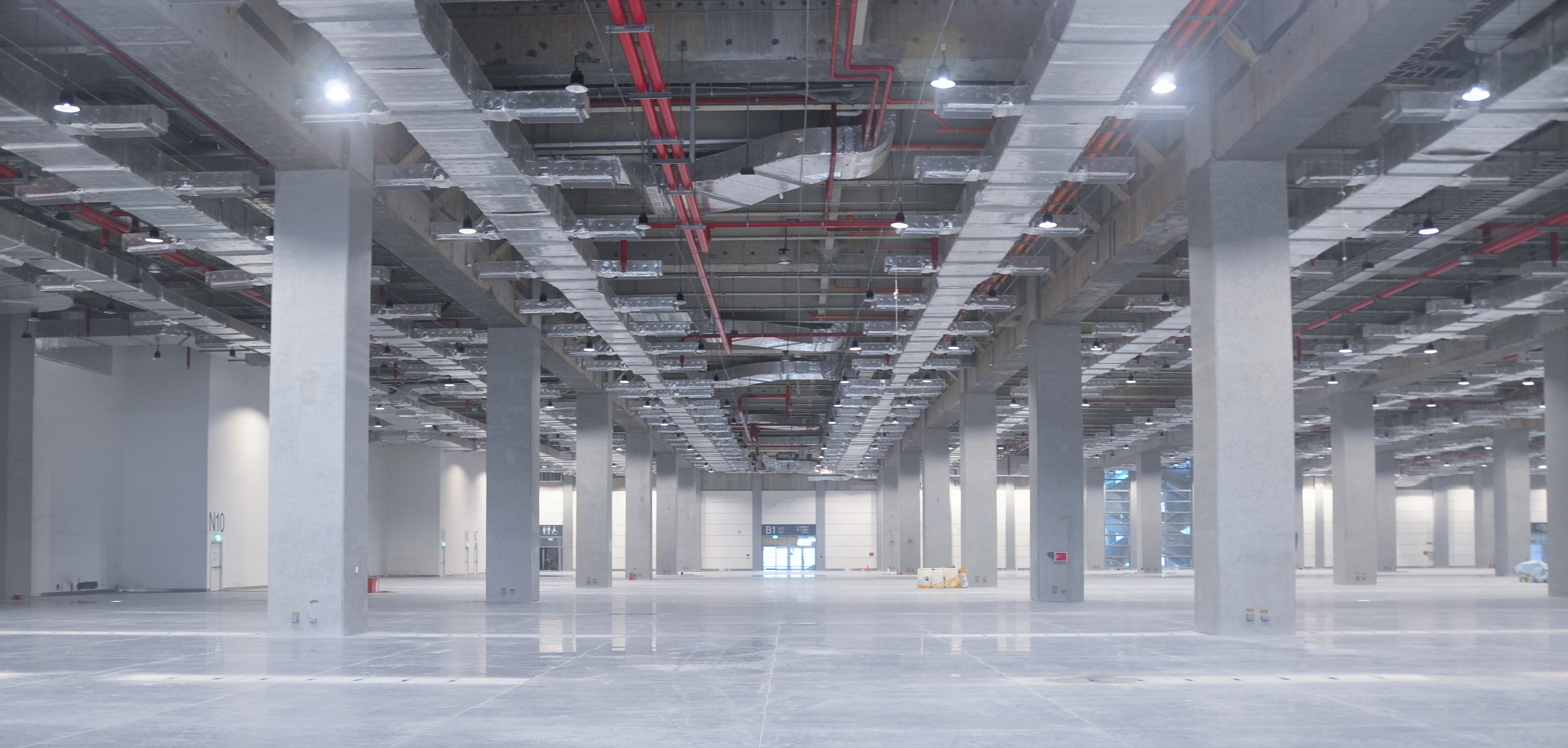
TNEC 2-四樓展場

### 七樓星光會議中心
七樓無柱展場面積為3,880平方公尺，天花板淨高9公尺，載重量每平方公尺1公噸，容納人數為3,600人。承辦展覽時可提供222個標準攤位，如為會議使用則可依不同需求彈性調整至多8間會議室，活動使用時也可容納至多250張宴會桌，另設有兩間各可容納200人之會議室，每間可再因應需求間隔至3間中小型會議室。場館北東南三側規劃有星光長廊，共可設置102的標準攤位，大型玻璃帷幕提供絕佳視野，七樓最外圍則設有戶外空中花園。七樓星光會議中心除承接各式會議之外，亦可作為展覽、宴會及演藝活動場所之用。

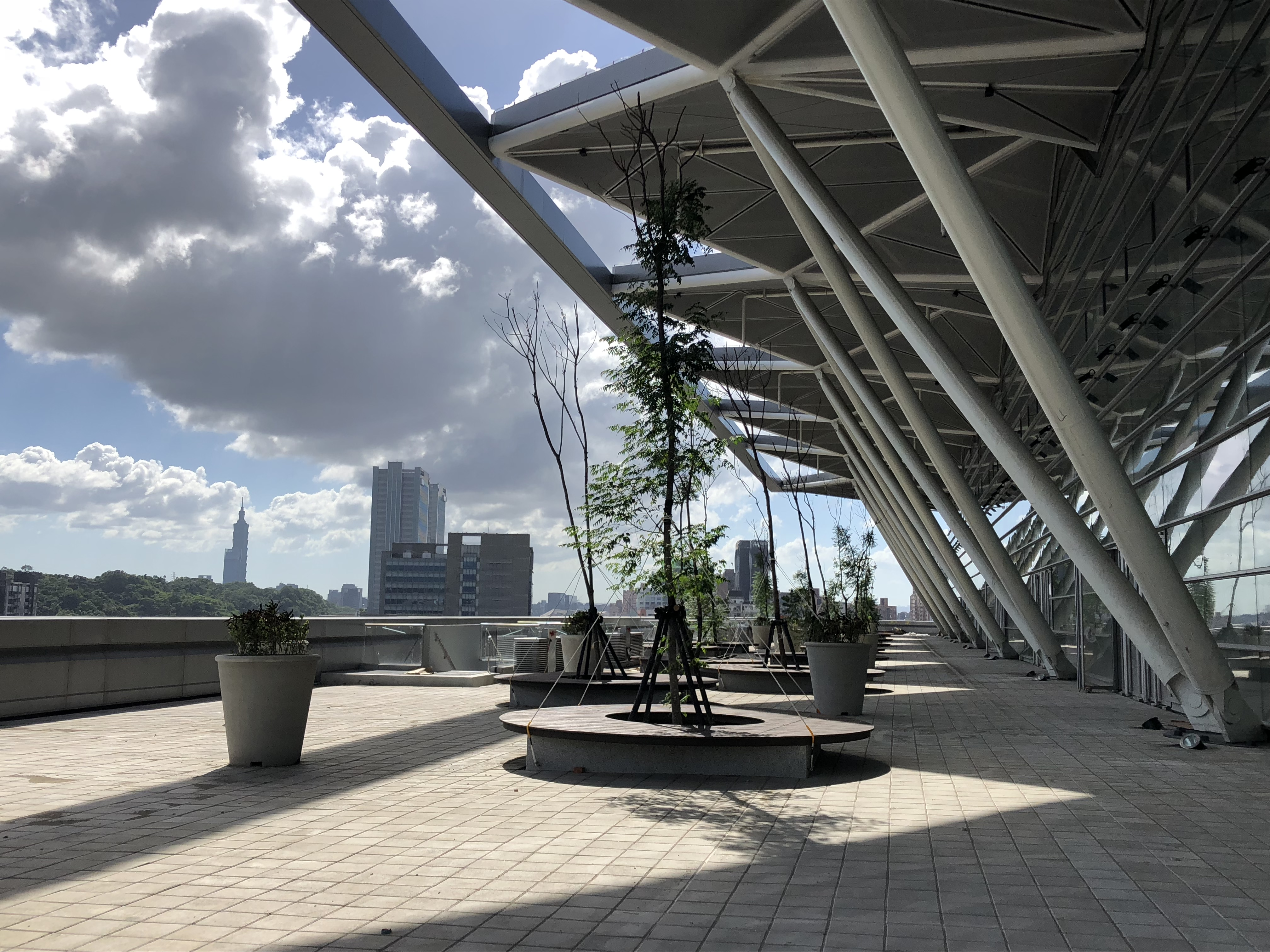
TNEC 2 - 七樓空中花園

### 戶外展場
場館一樓戶外南側規劃88個攤位、北側52個，西側76個，總共216個3×3公尺的標準展覽攤位。

### 會議室
除了7樓多功能會議空間外，場館四樓設有1間中型會議室，容納人數至多可達105人。六樓設有兩間小型會議室，容納人數至多40人。

## 主要活動

### 展覽
- 2019年3月4－9日，台北國際工具機展。
- 2019年3月27－30日，台北國際自行車展。
- 2019年4月4－7日，台北國際寵物用品博覽會春季展。
- 2019年4月24－27日，台北國際汽車零配件展。
- 2019年5月17－20日，台灣原創IP流行文化授權展。
- 2019年5月28－6月1日，台北國際電腦展。
- 2019年6月6－9日，婦幼展。
- 2019年6月19－22日，台北國際食品展。
- 2019年8月21－24日，台北國際模具暨模具製造設備展、臺灣國際3D印製展、台灣機器人與智慧自動化展、臺灣國際物流暨物聯網展。
- 2019年11月22－25日，台北國際寵物用品博覽會冬季展。
- 2020年1月31日－2月5日，台北國際動漫節。
- 2022年2月21日－2月26日，TIMTOSxTMTS2022工具機聯展。